# Jacobiform
Jacobiformen sind in der Funktionentheorie bestimmte Erweiterungen des Konzepts von Modulformen in zwei komplexen Variablen (sie sind automorphe Formen). Beispiel sind Jacobi-Thetafunktionen und die Weierstraßsche p-Funktion. Ihre Theorie wurde besonders von Don Zagier und Martin Eichler entwickelt und zum Beispiel von Nils-Peter Skoruppa.
Während übliche Modulformen (Gewicht k) auf dem Raum der Elliptischen Funktionen definiert sind und diese über die j-Funktion parametrisieren (Elliptische Funktionen sind auf der komplexen Ebene modulo einem Gitter definiert und die Modulformen sind auf der Äquivalenzklasse dieser Gitter definiert), gehen Jacobiformen einen Schritt weiter und sind zusätzlich analytische Funktionen auf elliptischen Kurven (definiert mit einem durch {\displaystyle \tau \in \mathbb {H} } aus der oberen Halbebene festgelegten Gitter) über eine zweite Variable {\displaystyle z}.
{\displaystyle f(\tau ,z):\mathbb {H} \times \mathbb {C} \to \mathbb {C} }
Unter der  Modulgruppe {\displaystyle \Gamma } transformieren sie mit folgenden Automorphie-Faktoren:
{\displaystyle f\left({\frac {a\tau +b}{c\tau +d}},{\frac {z}{c\tau +d}}\right)={(c\tau +d)}^{k}e^{\left({\frac {2\pi iNcz^{2}}{c\tau +d}}\right)}f(\tau ,z)}
{\displaystyle f(\tau ,z+l\tau +m)=e^{-2\pi iN(l^{2}\tau +2lz)}f(\tau ,z)}
für {\displaystyle z\in \mathbb {C} }, {\displaystyle \tau \in \mathbb {H} }, {\displaystyle l,m\in \mathbb {Z} } und {\displaystyle \left({\begin{smallmatrix}a&b\\c&d\end{smallmatrix}}\right)\in \Gamma }. Dabei ist {\displaystyle k} das Gewicht und {\displaystyle N} der Index der Jacobiform.
Außerdem wird wie bei Modulformen eine Wachstumsbedingung verlangt. Sie lautet, dass die Fourierentwicklung (es ist {\displaystyle q=\exp {2\pi i\tau }}, {\displaystyle \zeta =\exp {2\pi iz}}):
{\displaystyle f(\tau ,z)=\sum _{n=0}^{\infty }\sum _{r\in \mathbb {Z}  \atop r^{2}\leq 4Nn}c(n,r)q^{n}\zeta ^{r}}
mit den Fourierkoeffizienten {\displaystyle c(n,r)} ist.
Nach Don Zagier lassen sich viele physikalisch relevante Anwendungen von Modulformen (im verallgemeinerten Sinn) und Thetafunktionen unter den  Jacobiformen einordnen, zum Beispiel sind einige Charaktere in irreduziblen Darstellungen höchsten Gewichts von Kac-Moody-Algebren Jacobiformen. Wichtige Beispiele sind verallgemeinerte Eisensteinreihen.